# Liste des héritiers du trône d'Écosse
Cet article donne la liste des héritiers du trône d'Écosse depuis l'avènement de David Ier en 1124 jusqu'à l'Acte d'Union de 1707. Contrairement à d'autres monarchies, les règles de succession n'ont pas inclus la loi salique, mais les droits des femmes n'ont cependant pas toujours été respectés. Les héritiers mâles ont porté le titre de duc de Rothesay, créé en 1398 sur décision du roi Robert III en faveur du premier descendant mâle du monarque, qui est aujourd'hui porté par les héritiers du trône britannique.

## Liste des héritiers par dynastie
Le nom de la dynastie indiqué se réfère au souverain alors en place. Les héritiers peuvent appartenir à d'autres dynasties.
Les héritiers qui sont montés par la suite sur le trône sont indiqués en gras. 

### Maison de Dunkeld (1124-1290)
| Héritier       | Héritier                                            | Parenté avec le monarque | Devient héritier                       | Cesse d'être héritier                        | Durée                      | Nom du monarque dates de règne                    |
| Portrait       | Nom                                                 | Parenté avec le monarque | Devient héritier                       | Cesse d'être héritier                        | Durée                      | Nom du monarque dates de règne                    |
| -------------- | --------------------------------------------------- | ------------------------ | -------------------------------------- | -------------------------------------------- | -------------------------- | ------------------------------------------------- |
|                | Henri, comte de Huntingdon                          | fils                     | 23 avril 1124 avènement de son père    | 12 juin 1152 son décès                       | 28 ans, 1 mois et 20 jours | David Ier (23 avril 1124 - 24 mai 1153)           |
|                | Malcolm futur Malcolm IV                            | petit-fils               | 12 juin 1152 décès de son père         | 24 mai 1153 son avènement                    | 11 mois et 12 jours        | David Ier (23 avril 1124 - 24 mai 1153)           |
|                | Guillaume, comte de Northumbrie futur Guillaume Ier | frère                    | 24 mai 1153 avènement de son frère     | 9 décembre 1165 son avènement                | 12 ans, 6 mois et 15 jours | Malcolm IV (24 mai 1153 - 9 décembre 1165)        |
|                | David, comte de Huntingdon                          | frère                    | 9 décembre 1165 avènement de son frère | 1193 naissance de sa nièce                   | environ 28 ans             | Guillaume Ier (9 décembre 1165 - 4 décembre 1214) |
|                | Marguerite                                          | fille                    | 1193 sa naissance                      | 24 août 1198 naissance de son frère          | environ 5 ans              | Guillaume Ier (9 décembre 1165 - 4 décembre 1214) |
|                | Alexandre futur Alexandre II                        | fils                     | 24 août 1198 sa naissance              | 4 décembre 1214 son avènement                | 16 ans, 3 mois et 10 jours | Guillaume Ier (9 décembre 1165 - 4 décembre 1214) |
|                | Marguerite, comtesse de Kent                        | sœur                     | 4 décembre 1214 avènement de son frère | 4 septembre 1241 naissance de son neveu      | 26 ans et 9 mois           | Alexandre II (4 décembre 1214 - 6 juillet 1249)   |
|                | Alexandre futur Alexandre III                       | fils                     | 4 septembre 1241 sa naissance          | 8 juillet 1249 son avènement                 | 7 ans, 10 mois et 4 jours  | Alexandre II (4 décembre 1214 - 6 juillet 1249)   |
|                | Marguerite                                          | tante                    | 8 juillet 1249 avènement de son neveu  | 25 novembre 1259 son décès                   | 10 ans, 4 mois et 17 jours | Alexandre III (6 juillet 1249 - 19 mars 1286)     |
|                | Isabelle, comtesse de Norfolk                       | tante                    | 25 novembre 1259 décès de sa sœur      | 28 février 1261 naissance de sa petite-nièce | 1 an, 3 mois et 3 jours    | Alexandre III (6 juillet 1249 - 19 mars 1286)     |
|                | Marguerite                                          | fille                    | 28 février 1261 sa naissance           | 21 janvier 1264 naissance de son frère       | 2 ans, 10 mois et 24 jours | Alexandre III (6 juillet 1249 - 19 mars 1286)     |
|                | Alexandre                                           | fils                     | 21 janvier 1264 sa naissance           | 28 janvier 1284 son décès                    | 20 ans et 7 jours          | Alexandre III (6 juillet 1249 - 19 mars 1286)     |
|                | Marguerite de Norvège                               | petite-fille             | 28 janvier 1284 décès de son oncle     | 25 novembre 1286 son avènement               | 2 ans, 9 mois et 28 jours  | Alexandre III (6 juillet 1249 - 19 mars 1286)     |
| Aucun héritier | Aucun héritier                                      | Aucun héritier           | Aucun héritier                         | Aucun héritier                               | Aucun héritier             | Marguerite (25 novembre 1286 - 26 septembre 1290) |

### Maison de Balliol (1292-1296)
| Héritier | Héritier        | Parenté avec le monarque | Devient héritier                       | Cesse d'être héritier                             | Durée                     | Nom du monarque dates de règne            |
| Portrait | Nom             | Parenté avec le monarque | Devient héritier                       | Cesse d'être héritier                             | Durée                     | Nom du monarque dates de règne            |
| -------- | --------------- | ------------------------ | -------------------------------------- | ------------------------------------------------- | ------------------------- | ----------------------------------------- |
|          | Édouard Balliol | fils                     | 17 novembre 1292 avènement de son père | 10 juillet 1296 abolition de la royauté écossaise | 3 ans, 7 mois et 23 jours | Jean (17 novembre 1292 - 10 juillet 1296) |

### Maison de Bruce (1306-1371)
| Héritier                                      | Héritier                                            | Parenté avec le monarque                      | Devient héritier                              | Cesse d'être héritier                         | Durée                                         | Nom du monarque dates de règne           |
| Portrait                                      | Nom                                                 | Parenté avec le monarque                      | Devient héritier                              | Cesse d'être héritier                         | Durée                                         | Nom du monarque dates de règne           |
| --------------------------------------------- | --------------------------------------------------- | --------------------------------------------- | --------------------------------------------- | --------------------------------------------- | --------------------------------------------- | ---------------------------------------- |
| Aucun héritier (25 mars 1306 - 27 avril 1315) | Aucun héritier (25 mars 1306 - 27 avril 1315)       | Aucun héritier (25 mars 1306 - 27 avril 1315) | Aucun héritier (25 mars 1306 - 27 avril 1315) | Aucun héritier (25 mars 1306 - 27 avril 1315) | Aucun héritier (25 mars 1306 - 27 avril 1315) | Robert Ier (25 mars 1306 - 7 juin 1329)  |
|                                               | Édouard Bruce, comte de Carrick                     | frère                                         | 27 avril 1315 désigné héritier                | 14 octobre 1318 son décès                     | 3 ans, 5 mois et 17 jours                     | Robert Ier (25 mars 1306 - 7 juin 1329)  |
| Aucun héritier (14 octobre - 3 décembre 1318) |                                                     |                                               |                                               |                                               |                                               | Robert Ier (25 mars 1306 - 7 juin 1329)  |
|                                               | Robert Stewart futur Robert II                      | petit-fils                                    | 3 décembre 1318 désigné héritier              | 5 mars 1324 naissance de son oncle            | 5 ans, 3 mois et 2 jours                      | Robert Ier (25 mars 1306 - 7 juin 1329)  |
|                                               | David Bruce, comte de Carrick futur David II        | fils                                          | 5 mars 1324 sa naissance                      | 7 juin 1329 son avènement                     | 5 ans, 3 mois et 2 jours                      | Robert Ier (25 mars 1306 - 7 juin 1329)  |
|                                               | Robert Stewart, comte de Strathearn futur Robert II | neveu                                         | 7 juin 1329 avènement de son oncle            | 22 février 1371 son avènement                 | 41 ans, 8 mois et 15 jours                    | David II (7 juin 1329 - 22 février 1371) |

### Maison Stewart, puis Stuart (1371-1651, 1660-1707)
Avec l'avènement de Jacques VI sur les trônes d'Angleterre et d'Irlande, et l'Union des Couronnes le 24 mars 1603, la liste des héritiers des trônes d'Angleterre, d'Écosse et d'Irlande se confond jusqu'à l'Acte d'Union du 1er mai 1707.
| Héritier                                                                    | Héritier                                           | Parenté avec le monarque                   | Devient héritier                             | Cesse d'être héritier                        | Durée                                      | 2e dans l'ordre de succession parenté avec l'héritier, dates                  | Nom du monarque dates de règne                  |
| Portrait                                                                    | Nom                                                | Parenté avec le monarque                   | Devient héritier                             | Cesse d'être héritier                        | Durée                                      | 2e dans l'ordre de succession parenté avec l'héritier, dates                  | Nom du monarque dates de règne                  |
| --------------------------------------------------------------------------- | -------------------------------------------------- | ------------------------------------------ | -------------------------------------------- | -------------------------------------------- | ------------------------------------------ | ----------------------------------------------------------------------------- | ----------------------------------------------- |
| Aucun héritier (22 février - 27 mars 1371)                                  | Aucun héritier (22 février - 27 mars 1371)         | Aucun héritier (22 février - 27 mars 1371) | Aucun héritier (22 février - 27 mars 1371)   | Aucun héritier (22 février - 27 mars 1371)   | Aucun héritier (22 février - 27 mars 1371) | Aucun héritier (22 février - 27 mars 1371)                                    | Robert II (22 février 1371 - 19 avril 1390)     |
|                                                                             | Jean Stewart, comte de Carrick futur Robert III    | fils                                       | 27 mars 1371 désigné héritier,               | 19 avril 1390 son avènement                  | 19 ans et 23 jours                         | aucun, (27 mars 1371 - 4 avril 1373)                                          | Robert II (22 février 1371 - 19 avril 1390)     |
| Robert Stewart, comte de Fife son frère (4 avril 1373 - 24 octobre 1378)    | Jean Stewart, comte de Carrick futur Robert III    | fils                                       | 27 mars 1371 désigné héritier,               | 19 avril 1390 son avènement                  | 19 ans et 23 jours                         |                                                                               | Robert II (22 février 1371 - 19 avril 1390)     |
| David Stewart son fils (24 octobre 1378 - 19 avril 1390)                    | Jean Stewart, comte de Carrick futur Robert III    | fils                                       | 27 mars 1371 désigné héritier,               | 19 avril 1390 son avènement                  | 19 ans et 23 jours                         |                                                                               | Robert II (22 février 1371 - 19 avril 1390)     |
|                                                                             | David Stewart, duc de Rothesay                     | fils                                       | 19 avril 1390 avènement de son père          | 26 mars 1402 son décès                       | 11 ans, 11 mois et 7 jours                 | Robert Stewart, comte de Fife son oncle (19 avril 1390 - 25 juillet 1394)     | Robert III (19 avril 1390 - 4 avril 1406)       |
| Jacques Stewart son frère (25 juillet 1394 - 26 mars 1402)                  | David Stewart, duc de Rothesay                     | fils                                       | 19 avril 1390 avènement de son père          | 26 mars 1402 son décès                       | 11 ans, 11 mois et 7 jours                 |                                                                               | Robert III (19 avril 1390 - 4 avril 1406)       |
|                                                                             | Jacques Stewart, duc de Rothesay futur Jacques Ier | fils                                       | 26 mars 1402 décès de son frère              | 4 avril 1406 son avènement                   | 4 ans et 9 jours                           | Robert Stewart, duc d'Albany son oncle                                        | Robert III (19 avril 1390 - 4 avril 1406)       |
|                                                                             | Robert Stewart, duc d'Albany                       | oncle                                      | 4 avril 1406 avènement de son neveu          | 3 septembre 1420 son décès                   | 14 ans, 4 mois et 30 jours                 | Murdoch Stewart son fils                                                      | Jacques Ier (4 avril 1406 - 21 février 1437)    |
|                                                                             | Murdoch Stewart, duc d'Albany                      | cousin                                     | 3 septembre 1420 décès de son père           | 25 mai 1425 son décès                        | 4 ans, 8 mois et 22 jours                  | Robert Stewart son fils (3 septembre 1420 - 21 juillet 1421)                  | Jacques Ier (4 avril 1406 - 21 février 1437)    |
| Walter Stewart son fils (21 juillet 1421 - 24 mai 1425)                     | Murdoch Stewart, duc d'Albany                      | cousin                                     | 3 septembre 1420 décès de son père           | 25 mai 1425 son décès                        | 4 ans, 8 mois et 22 jours                  |                                                                               | Jacques Ier (4 avril 1406 - 21 février 1437)    |
| Alexandre Stewart son fils (24 - 25 mai 1425)                               | Murdoch Stewart, duc d'Albany                      | cousin                                     | 3 septembre 1420 décès de son père           | 25 mai 1425 son décès                        | 4 ans, 8 mois et 22 jours                  |                                                                               | Jacques Ier (4 avril 1406 - 21 février 1437)    |
|                                                                             | Walter Stewart, comte d'Atholl                     | oncle                                      | 25 mai 1425 décès de son neveu               | 16 octobre 1430 naissance de son petit-neveu | 5 ans, 4 mois et 21 jours                  | Alan Stewart, comte de Caithness son fils                                     | Jacques Ier (4 avril 1406 - 21 février 1437)    |
|                                                                             | Alexandre Stewart, duc de Rothesay                 | fils                                       | 16 octobre 1430 sa naissance                 | 16 octobre 1430 son décès                    | moins d’un jour                            | Jacques Stewart son frère                                                     | Jacques Ier (4 avril 1406 - 21 février 1437)    |
|                                                                             | Jacques Stewart, duc de Rothesay futur Jacques II  | fils                                       | 16 octobre 1430 décès de son frère           | 21 février 1437 son avènement                | 6 ans, 4 mois et 5 jours                   | Walter Stewart, comte d'Atholl son grand-oncle                                | Jacques Ier (4 avril 1406 - 21 février 1437)    |
|                                                                             | Walter Stewart, comte d'Atholl                     | grand-oncle                                | 21 février 1437 avènement de son petit-neveu | 26 mars 1437 son décès                       | 1 mois et 5 jours                          | Robert Stewart, maître d'Atholl son petit-fils                                | Jacques II (21 février 1437 - 3 août 1460)      |
| Aucun héritier (26 mars 1437 - 10 juillet 1451)                             |                                                    |                                            |                                              |                                              |                                            |                                                                               | Jacques II (21 février 1437 - 3 août 1460)      |
|                                                                             | Jacques Stewart, duc de Rothesay futur Jacques III | fils                                       | 10 juillet 1451 sa naissance                 | 3 août 1460 son avènement                    | 9 ans et 24 jours                          | aucun (10 juillet 1451 - 1454)                                                | Jacques II (21 février 1437 - 3 août 1460)      |
| Alexandre Stewart, duc d'Albany son frère (1454 - 3 août 1460)              | Jacques Stewart, duc de Rothesay futur Jacques III | fils                                       | 10 juillet 1451 sa naissance                 | 3 août 1460 son avènement                    | 9 ans et 24 jours                          |                                                                               | Jacques II (21 février 1437 - 3 août 1460)      |
|                                                                             | Alexandre Stewart, duc d'Albany                    | frère                                      | 3 août 1460 avènement de son frère           | 17 mars 1473 naissance de son neveu          | 12 ans, 7 mois et 14 jours                 | John Stewart, comte de Mar son frère                                          | Jacques III (3 août 1460 - 11 juin 1488)        |
|                                                                             | Jacques Stewart, duc de Rothesay futur Jacques IV  | fils                                       | 17 mars 1473 sa naissance                    | 11 juin 1488 son avènement                   | 15 ans, 2 mois et 25 jours                 | Alexandre Stewart, duc d'Albany son oncle (17 mars 1473 - mars 1476)          | Jacques III (3 août 1460 - 11 juin 1488)        |
| Jacques Stewart, comte de Ross son frère (mars 1476 - 11 juin 1488)         | Jacques Stewart, duc de Rothesay futur Jacques IV  | fils                                       | 17 mars 1473 sa naissance                    | 11 juin 1488 son avènement                   | 15 ans, 2 mois et 25 jours                 |                                                                               | Jacques III (3 août 1460 - 11 juin 1488)        |
|                                                                             | Jacques Stewart, duc de Ross                       | frère                                      | 11 juin 1488 avènement de son frère          | 12 janvier 1504 son décès                    | 15 ans, 7 mois et 1 jour                   | Jean Stewart, comte de Mar son frère (11 juin 1488 - 11 mars 1503)            | Jacques IV (11 juin 1488 - 9 septembre 1513)    |
| Jean Stewart, duc d'Albany son cousin (11 mars 1503 - 12 janvier 1504)      | Jacques Stewart, duc de Ross                       | frère                                      | 11 juin 1488 avènement de son frère          | 12 janvier 1504 son décès                    | 15 ans, 7 mois et 1 jour                   |                                                                               | Jacques IV (11 juin 1488 - 9 septembre 1513)    |
|                                                                             | Jean Stewart, duc d'Albany                         | cousin                                     | 12 janvier 1504 décès de son cousin          | 21 février 1507 naissance de son cousin      | 3 ans, 1 mois et 9 jours                   | James Hamilton, comte d'Arran son cousin                                      | Jacques IV (11 juin 1488 - 9 septembre 1513)    |
|                                                                             | Jacques Stewart, duc de Rothesay                   | fils                                       | 21 février 1507 sa naissance                 | 27 février 1508 son décès                    | 1 an et 6 jours                            | Jean Stewart, duc d'Albany son cousin                                         | Jacques IV (11 juin 1488 - 9 septembre 1513)    |
|                                                                             | Jean Stewart, duc d'Albany                         | cousin                                     | 27 février 1508 décès de son cousin          | 20 octobre 1509 naissance de son cousin      | 1 an, 7 mois et 23 jours                   | James Hamilton, comte d'Arran son cousin                                      | Jacques IV (11 juin 1488 - 9 septembre 1513)    |
|                                                                             | Arthur Stewart, duc de Rothesay                    | fils                                       | 20 octobre 1509 sa naissance                 | 14 juillet 1510 son décès                    | 8 mois et 24 jours                         | Jean Stewart, duc d'Albany son cousin                                         | Jacques IV (11 juin 1488 - 9 septembre 1513)    |
|                                                                             | Jean Stewart, duc d'Albany                         | cousin                                     | 14 juillet 1510 décès de son cousin          | 10 avril 1512 naissance de son cousin        | 1 an, 8 mois et 27 jours                   | James Hamilton, comte d'Arran son cousin                                      | Jacques IV (11 juin 1488 - 9 septembre 1513)    |
|                                                                             | Jacques Stewart, duc de Rothesay futur Jacques V   | fils                                       | 10 avril 1512 sa naissance                   | 9 septembre 1513 son avènement               | 1 an, 4 mois et 30 jours                   | Jean Stewart, duc d'Albany son cousin                                         | Jacques IV (11 juin 1488 - 9 septembre 1513)    |
|                                                                             | Jean Stewart, duc d'Albany                         | cousin                                     | 9 septembre 1513 avènement de son cousin     | 30 avril 1514 naissance de son cousin        | 7 mois et 21 jours                         | James Hamilton, comte d'Arran son cousin                                      | Jacques V (9 septembre 1513 - 14 décembre 1542) |
|                                                                             | Alexandre Stewart, duc de Ross                     | frère                                      | 30 avril 1514 sa naissance                   | 18 décembre 1515 son décès                   | 1 an, 7 mois et 8 jours                    | Jean Stewart, duc d'Albany son cousin                                         | Jacques V (9 septembre 1513 - 14 décembre 1542) |
|                                                                             | Jean Stewart, duc d'Albany                         | cousin                                     | 8 décembre 1515 décès de son cousin          | 2 juillet 1536 son décès                     | 20 ans, 6 mois et 24 jours                 | James Hamilton, comte d'Arran son cousin (8 décembre 1515 - 22 juillet 1529)  | Jacques V (9 septembre 1513 - 14 décembre 1542) |
| James Hamilton, comte d'Arran son cousin (22 juillet 1529 - 2 juillet 1536) | Jean Stewart, duc d'Albany                         | cousin                                     | 8 décembre 1515 décès de son cousin          | 2 juillet 1536 son décès                     | 20 ans, 6 mois et 24 jours                 |                                                                               | Jacques V (9 septembre 1513 - 14 décembre 1542) |
|                                                                             | James Hamilton, comte d'Arran                      | cousin                                     | 2 juillet 1536 décès de son cousin           | 22 mai 1540 naissance de son cousin          | 3 ans, 10 mois et 20 jours                 | Helen Hamilton, comtesse d'Argyll sa sœur (2 juillet 1536 - vers 1537)        | Jacques V (9 septembre 1513 - 14 décembre 1542) |
| James Hamilton son fils (vers 1537 - 22 mai 1540)                           | James Hamilton, comte d'Arran                      | cousin                                     | 2 juillet 1536 décès de son cousin           | 22 mai 1540 naissance de son cousin          | 3 ans, 10 mois et 20 jours                 |                                                                               | Jacques V (9 septembre 1513 - 14 décembre 1542) |
|                                                                             | Jacques Stewart, duc de Rothesay                   | fils                                       | 22 mai 1540 sa naissance                     | 21 avril 1541 son décès                      | 10 mois et 30 jours                        | James Hamilton, comte d'Arran son cousin (22 mai 1540 - 12 avril 1541)        | Jacques V (9 septembre 1513 - 14 décembre 1542) |
| Arthur Stewart, duc d'Albany son frère (12 - 20 avril 1541)                 | Jacques Stewart, duc de Rothesay                   | fils                                       | 22 mai 1540 sa naissance                     | 21 avril 1541 son décès                      | 10 mois et 30 jours                        |                                                                               | Jacques V (9 septembre 1513 - 14 décembre 1542) |
| James Hamilton, comte d'Arran son cousin (20 - 21 avril 1541)               | Jacques Stewart, duc de Rothesay                   | fils                                       | 22 mai 1540 sa naissance                     | 21 avril 1541 son décès                      | 10 mois et 30 jours                        |                                                                               | Jacques V (9 septembre 1513 - 14 décembre 1542) |
|                                                                             | James Hamilton, comte d'Arran                      | cousin                                     | 21 avril 1541 décès de son cousin            | 8 décembre 1542 naissance de sa cousine      | 1 an, 7 mois et 17 jours                   | James Hamilton son fils                                                       | Jacques V (9 septembre 1513 - 14 décembre 1542) |
|                                                                             | Marie Stewart future Marie Ire                     | fille                                      | 8 décembre 1542 sa naissance                 | 14 décembre 1542 son avènement               | 6 jours                                    | James Hamilton, comte d'Arran son cousin                                      | Jacques V (9 septembre 1513 - 14 décembre 1542) |
|                                                                             | James Hamilton, duc de Châtellerault               | cousin                                     | 14 décembre 1542 avènement de sa cousine     | 19 juin 1566 naissance de son cousin         | 23 ans, 6 mois et 5 jours                  | James Hamilton, comte d'Arran son fils                                        | Marie Ire (14 décembre 1542 - 24 juillet 1567)  |
|                                                                             | Jacques Stuart, duc de Rothesay futur Jacques VI   | fils                                       | 19 juin 1566 sa naissance                    | 24 juillet 1567 son avènement                | 1 an, 1 mois et 5 jours                    | James Hamilton son cousin                                                     | Marie Ire (14 décembre 1542 - 24 juillet 1567)  |
|                                                                             | James Hamilton                                     | cousin                                     | 24 juillet 1567 avènement de son cousin      | 22 janvier 1575 son décès                    | 7 ans, 5 mois et 29 jours                  | James Hamilton, comte d'Arran son fils                                        | Jacques VI (24 juillet 1567 - 27 mars 1625)     |
|                                                                             | James Hamilton, comte d'Arran                      | cousin                                     | 22 janvier 1575 décès de son père            | 19 février 1594 naissance de son cousin      | 19 ans et 28 jours                         | John Hamilton son frère                                                       | Jacques VI (24 juillet 1567 - 27 mars 1625)     |
|                                                                             | Henri-Frédéric Stuart, duc de Rothesay             | fils                                       | 19 février 1594 sa naissance                 | 6 novembre 1612 son décès                    | 18 ans, 8 mois et 18 jours                 | James Hamilton, comte d'Arran son cousin (19 février 1594 - 19 août 1596)     | Jacques VI (24 juillet 1567 - 27 mars 1625)     |
| Élisabeth Stuart sa sœur (19 août 1596 - 19 novembre 1600)                  | Henri-Frédéric Stuart, duc de Rothesay             | fils                                       | 19 février 1594 sa naissance                 | 6 novembre 1612 son décès                    | 18 ans, 8 mois et 18 jours                 |                                                                               | Jacques VI (24 juillet 1567 - 27 mars 1625)     |
| Charles Stuart, duc d'Albany son frère (19 novembre 1600 - 6 novembre 1612) | Henri-Frédéric Stuart, duc de Rothesay             | fils                                       | 19 février 1594 sa naissance                 | 6 novembre 1612 son décès                    | 18 ans, 8 mois et 18 jours                 |                                                                               | Jacques VI (24 juillet 1567 - 27 mars 1625)     |
|                                                                             | Charles Stuart, duc de Rothesay futur Charles Ier  | fils                                       | 6 novembre 1612 décès de son frère           | 27 mars 1625 son avènement                   | 12 ans, 4 mois et 21 jours                 | Élisabeth Stuart, électrice palatine sa sœur                                  | Jacques VI (24 juillet 1567 - 27 mars 1625)     |
|                                                                             | Élisabeth Stuart, électrice palatine               | sœur                                       | 27 mars 1625 avènement de son frère          | 29 mai 1630 naissance de son neveu           | 5 ans, 2 mois et 2 jours                   | Henri-Frédéric du Palatinat son fils (27 mars 1625 - 7 janvier 1629)          | Charles Ier (27 mars 1625 - 30 janvier 1649)    |
| Charles Louis du Palatinat son fils (7 janvier 1629 - 29 mai 1630)          | Élisabeth Stuart, électrice palatine               | sœur                                       | 27 mars 1625 avènement de son frère          | 29 mai 1630 naissance de son neveu           | 5 ans, 2 mois et 2 jours                   |                                                                               | Charles Ier (27 mars 1625 - 30 janvier 1649)    |
|                                                                             | Charles Stuart, duc de Rothesay futur Charles II   | fils                                       | 29 mai 1630 sa naissance                     | 5 février 1649 son avènement                 | 18 ans, 8 mois et 10 jours                 | Élisabeth Stuart, électrice palatine sa tante (29 mai 1630 - 4 novembre 1631) | Charles Ier (27 mars 1625 - 30 janvier 1649)    |
| Marie-Henriette Stuart sa sœur (4 novembre 1631 - 14 octobre 1633)          | Charles Stuart, duc de Rothesay futur Charles II   | fils                                       | 29 mai 1630 sa naissance                     | 5 février 1649 son avènement                 | 18 ans, 8 mois et 10 jours                 |                                                                               | Charles Ier (27 mars 1625 - 30 janvier 1649)    |
| Jacques Stuart, duc d'York son frère (14 octobre 1633 - 5 février 1649)     | Charles Stuart, duc de Rothesay futur Charles II   | fils                                       | 29 mai 1630 sa naissance                     | 5 février 1649 son avènement                 | 18 ans, 8 mois et 10 jours                 |                                                                               | Charles Ier (27 mars 1625 - 30 janvier 1649)    |
|                                                                             | Jacques Stuart, duc d'York futur Jacques VII       | frère                                      | 5 février 1649 avènement de son frère        | 3 septembre 1651 abolition de la monarchie   | 2 ans, 6 mois et 28 jours                  | Henri Stuart son frère                                                        | Charles II (5 février 1649 - 3 septembre 1651)  |

| Héritier                                                                            | Héritier                                         | Parenté avec le monarque | Devient héritier                      | Cesse d'être héritier                    | Durée                     | 2e dans l'ordre de succession parenté avec l'héritier, dates                           | Nom du monarque dates de règne               |
| Portrait                                                                            | Nom                                              | Parenté avec le monarque | Devient héritier                      | Cesse d'être héritier                    | Durée                     | 2e dans l'ordre de succession parenté avec l'héritier, dates                           | Nom du monarque dates de règne               |
| ----------------------------------------------------------------------------------- | ------------------------------------------------ | ------------------------ | ------------------------------------- | ---------------------------------------- | ------------------------- | -------------------------------------------------------------------------------------- | -------------------------------------------- |
|                                                                                     | Jacques Stuart, duc d'Albany futur Jacques VII   | frère                    | 29 mai 1660 restauration de son frère | 6 février 1685 son avènement             | 24 ans, 8 mois et 8 jours | Henri Stuart, duc de Gloucester son frère (29 mai - 13 septembre 1660)                 | Charles II (29 mai 1660 - 6 février 1685)    |
| Marie-Henriette Stuart, princesse d'Orange sa sœur (13 septembre - 22 octobre 1660) | Jacques Stuart, duc d'Albany futur Jacques VII   | frère                    | 29 mai 1660 restauration de son frère | 6 février 1685 son avènement             | 24 ans, 8 mois et 8 jours |                                                                                        | Charles II (29 mai 1660 - 6 février 1685)    |
| Charles Stuart, duc de Cambridge son fils (22 octobre 1660 - 5 mai 1661)            | Jacques Stuart, duc d'Albany futur Jacques VII   | frère                    | 29 mai 1660 restauration de son frère | 6 février 1685 son avènement             | 24 ans, 8 mois et 8 jours |                                                                                        | Charles II (29 mai 1660 - 6 février 1685)    |
| Guillaume, prince d'Orange son neveu (5 mai 1661 - 30 avril 1662)                   | Jacques Stuart, duc d'Albany futur Jacques VII   | frère                    | 29 mai 1660 restauration de son frère | 6 février 1685 son avènement             | 24 ans, 8 mois et 8 jours |                                                                                        | Charles II (29 mai 1660 - 6 février 1685)    |
| Marie Stuart sa fille (30 avril 1662 - 12 juillet 1663)                             | Jacques Stuart, duc d'Albany futur Jacques VII   | frère                    | 29 mai 1660 restauration de son frère | 6 février 1685 son avènement             | 24 ans, 8 mois et 8 jours |                                                                                        | Charles II (29 mai 1660 - 6 février 1685)    |
| Jacques Stuart, duc de Cambridge son fils (12 juillet 1663 - 20 juin 1667)          | Jacques Stuart, duc d'Albany futur Jacques VII   | frère                    | 29 mai 1660 restauration de son frère | 6 février 1685 son avènement             | 24 ans, 8 mois et 8 jours |                                                                                        | Charles II (29 mai 1660 - 6 février 1685)    |
| Marie Stuart sa fille (20 juin - 14 septembre 1667)                                 | Jacques Stuart, duc d'Albany futur Jacques VII   | frère                    | 29 mai 1660 restauration de son frère | 6 février 1685 son avènement             | 24 ans, 8 mois et 8 jours |                                                                                        | Charles II (29 mai 1660 - 6 février 1685)    |
| Edgar Stuart, duc de Cambridge son fils (14 septembre 1667 - 8 juin 1671)           | Jacques Stuart, duc d'Albany futur Jacques VII   | frère                    | 29 mai 1660 restauration de son frère | 6 février 1685 son avènement             | 24 ans, 8 mois et 8 jours |                                                                                        | Charles II (29 mai 1660 - 6 février 1685)    |
| Marie Stuart sa fille (8 juin 1671 - 7 novembre 1677)                               | Jacques Stuart, duc d'Albany futur Jacques VII   | frère                    | 29 mai 1660 restauration de son frère | 6 février 1685 son avènement             | 24 ans, 8 mois et 8 jours |                                                                                        | Charles II (29 mai 1660 - 6 février 1685)    |
| Charles Stuart, duc de Cambridge son fils (7 novembre - 12 décembre 1677)           | Jacques Stuart, duc d'Albany futur Jacques VII   | frère                    | 29 mai 1660 restauration de son frère | 6 février 1685 son avènement             | 24 ans, 8 mois et 8 jours |                                                                                        | Charles II (29 mai 1660 - 6 février 1685)    |
| Marie Stuart, princesse d'Orange sa fille (12 décembre 1677 - 6 février 1685)       | Jacques Stuart, duc d'Albany futur Jacques VII   | frère                    | 29 mai 1660 restauration de son frère | 6 février 1685 son avènement             | 24 ans, 8 mois et 8 jours |                                                                                        | Charles II (29 mai 1660 - 6 février 1685)    |
|                                                                                     | Marie Stuart, princesse d'Orange future Marie II | fille                    | 6 février 1685 avènement de son père  | 10 juin 1688 naissance de son demi-frère | 2 ans, 6 mois et 4 jours  | Anne Stuart sa sœur                                                                    | Jacques VII (6 février 1685 - 11 avril 1689) |
|                                                                                     | Jacques François Stuart, duc de Rothesay         | fils                     | 10 juin 1688 sa naissance             | 11 avril 1689 déposition de Jacques VII  | 10 mois et 1 jour         | Marie Stuart, princesse d'Orange sa demi-sœur                                          | Jacques VII (6 février 1685 - 11 avril 1689) |
|                                                                                     | Guillaume II                                     | cousin / époux           | 11 mai 1689 avènement de son épouse   | 28 décembre 1694 devient seul monarque   | 5 ans, 7 mois et 17 jours | Anne Stuart sa belle-sœur et cousine                                                   | Marie II (11 mai 1689 - 28 décembre 1694)    |
|                                                                                     | Marie II                                         | cousine / épouse         | 11 mai 1689 avènement de son époux    | 28 décembre 1694 son décès               | 5 ans, 7 mois et 17 jours | Anne Stuart sa sœur                                                                    | Guillaume II (11 mai 1689 - 8 mars 1702)     |
|                                                                                     | Anne Stuart future Anne                          | cousine / belle-sœur     | 28 décembre 1694 décès de sa sœur     | 8 mars 1702 son avènement                | 7 ans, 2 mois et 8 jours  | Guillaume de Danemark, duc de Gloucester son fils (28 décembre 1694 - 30 juillet 1700) | Guillaume II (11 mai 1689 - 8 mars 1702)     |
| aucun (30 juillet 1700 - 12 juin 1701)                                              | Anne Stuart future Anne                          | cousine / belle-sœur     | 28 décembre 1694 décès de sa sœur     | 8 mars 1702 son avènement                | 7 ans, 2 mois et 8 jours  |                                                                                        | Guillaume II (11 mai 1689 - 8 mars 1702)     |
| Sophie de Bohême sa cousine (12 juin 1701 - 8 mars 1702)                            | Anne Stuart future Anne                          | cousine / belle-sœur     | 28 décembre 1694 décès de sa sœur     | 8 mars 1702 son avènement                | 7 ans, 2 mois et 8 jours  |                                                                                        | Guillaume II (11 mai 1689 - 8 mars 1702)     |
|                                                                                     | Sophie de Bohême                                 | cousine                  | 8 mars 1702 avènement de sa cousine   | 1er mai 1707 Acte d'Union                | 5 ans, 1 mois et 23 jours | George, électeur de Hanovre son fils                                                   | Anne (8 mars 1702 - 1er mai 1707)            |

#### Succession jacobite (1689-1807)
En dépit de la Glorieuse Révolution, les partisans de Jacques VII continuent à le reconnaître comme roi d'Écosse et ne reconnaissent pas l'Acte d'Union du 1er mai 1707 instaurant le royaume de Grande-Bretagne. La liste des héritiers des prétendants jacobites aux trônes d'Angleterre, d'Écosse et d'Irlande se confond jusqu'à la mort du dernier prétendant, Henri Benoît Stuart, le 13 juillet 1807.
| Héritier                                                                                 | Héritier                                                 | Parenté avec le prétendant | Devient héritier                                        | Cesse d'être héritier                                    | Durée                       | 2e dans l'ordre de succession parenté avec l'héritier, dates                         | Nom du prétendant dates de revendication                       |
| Portrait                                                                                 | Nom                                                      | Parenté avec le prétendant | Devient héritier                                        | Cesse d'être héritier                                    | Durée                       | 2e dans l'ordre de succession parenté avec l'héritier, dates                         | Nom du prétendant dates de revendication                       |
| ---------------------------------------------------------------------------------------- | -------------------------------------------------------- | -------------------------- | ------------------------------------------------------- | -------------------------------------------------------- | --------------------------- | ------------------------------------------------------------------------------------ | -------------------------------------------------------------- |
|                                                                                          | Jacques François Stuart, duc de Rothesay                 | fils                       | 11 avril 1689 succession jacobite de son père           | 16 septembre 1701 devient prétendant                     | 12 ans, 5 mois et 5 jours   | Marie Stuart, princesse d'Orange sa demi-sœur (11 avril 1689 - 28 décembre 1694)     | Jacques VII (11 avril 1689 - 16 septembre 1701)                |
| Anne Stuart sa demi-sœur (28 décembre 1694 - 16 septembre 1701)                          | Jacques François Stuart, duc de Rothesay                 | fils                       | 11 avril 1689 succession jacobite de son père           | 16 septembre 1701 devient prétendant                     | 12 ans, 5 mois et 5 jours   |                                                                                      | Jacques VII (11 avril 1689 - 16 septembre 1701)                |
|                                                                                          | Anne Stuart                                              | demi-sœur                  | 16 septembre 1701 succession jacobite de son demi-frère | 1er août 1714 son décès                                  | 12 ans, 10 mois et 16 jours | Louise Marie Thérèse Stuart sa demi-sœur (16 septembre 1701 - 18 avril 1712)         | Jacques François Stuart (16 septembre 1701 - 1er janvier 1766) |
| Anne-Marie d'Orléans, reine de Sicile sa cousine (18 avril 1712 - 1er août 1714)         | Anne Stuart                                              | demi-sœur                  | 16 septembre 1701 succession jacobite de son demi-frère | 1er août 1714 son décès                                  | 12 ans, 10 mois et 16 jours |                                                                                      | Jacques François Stuart (16 septembre 1701 - 1er janvier 1766) |
|                                                                                          | Anne-Marie d'Orléans, reine de Sicile, puis de Sardaigne | cousine                    | 1er août 1714 décès de sa cousine                       | 31 décembre 1720 naissance de son cousin                 | 6 ans, 4 mois et 30 jours   | Victor-Amédée de Savoie, prince de Piémont son fils (1er août 1714 - 22 mars 1715)   | Jacques François Stuart (16 septembre 1701 - 1er janvier 1766) |
| Charles-Emmanuel de Savoie, prince de Piémont son fils (22 mars 1715 - 31 décembre 1720) | Anne-Marie d'Orléans, reine de Sicile, puis de Sardaigne | cousine                    | 1er août 1714 décès de sa cousine                       | 31 décembre 1720 naissance de son cousin                 | 6 ans, 4 mois et 30 jours   |                                                                                      | Jacques François Stuart (16 septembre 1701 - 1er janvier 1766) |
|                                                                                          | Charles Édouard Stuart                                   | fils                       | 31 décembre 1720 sa naissance                           | 1er janvier 1766 devient prétendant                      | 45 ans et 1 jour            | Anne-Marie d'Orléans, reine de Sardaigne sa cousine (31 décembre 1720 - 6 mars 1725) | Jacques François Stuart (16 septembre 1701 - 1er janvier 1766) |
| Henri Benoît Stuart son frère (6 mars 1725 - 1er janvier 1766)                           | Charles Édouard Stuart                                   | fils                       | 31 décembre 1720 sa naissance                           | 1er janvier 1766 devient prétendant                      | 45 ans et 1 jour            |                                                                                      | Jacques François Stuart (16 septembre 1701 - 1er janvier 1766) |
|                                                                                          | Henri Benoît Stuart                                      | frère                      | 1er janvier 1766 succession jacobite de son frère       | 31 janvier 1788 devient prétendant                       | 22 ans et 30 jours          | Charles-Emmanuel, roi de Sardaigne son cousin (1er janvier 1766 - 20 février 1773)   | Charles Édouard Stuart (1er janvier 1766 - 31 janvier 1788)    |
| Victor-Amédée, roi de Sardaigne son cousin (20 février 1773 - 31 janvier 1788)           | Henri Benoît Stuart                                      | frère                      | 1er janvier 1766 succession jacobite de son frère       | 31 janvier 1788 devient prétendant                       | 22 ans et 30 jours          |                                                                                      | Charles Édouard Stuart (1er janvier 1766 - 31 janvier 1788)    |
|                                                                                          | Victor-Amédée, roi de Sardaigne                          | cousin                     | 31 janvier 1788 succession jacobite de son cousin       | 16 octobre 1796 son décès                                | 8 ans, 8 mois et 15 jours   | Charles-Emmanuel, prince de Piémont son fils                                         | Henri Benoît Stuart (31 janvier 1788 - 13 juillet 1807)        |
|                                                                                          | Charles-Emmanuel, roi de Sardaigne                       | cousin                     | 16 octobre 1796 décès de son père                       | 13 juillet 1807 ne revendique pas la succession jacobite | 10 ans, 8 mois et 27 jours  | Victor-Emmanuel, roi de Sardaigne son frère                                          | Henri Benoît Stuart (31 janvier 1788 - 13 juillet 1807)        |